# District de Martuk
Le district de Martuk (kazakh : Мәртөк ауданы) est un district de l’oblys d'Aktioubé au Kazakhstan.  

## Géographie
Le centre administratif du district est Martuk.

## Démographie
La population est de 29 647 habitants en 2013. 